# 長遠寺 (尼崎市)

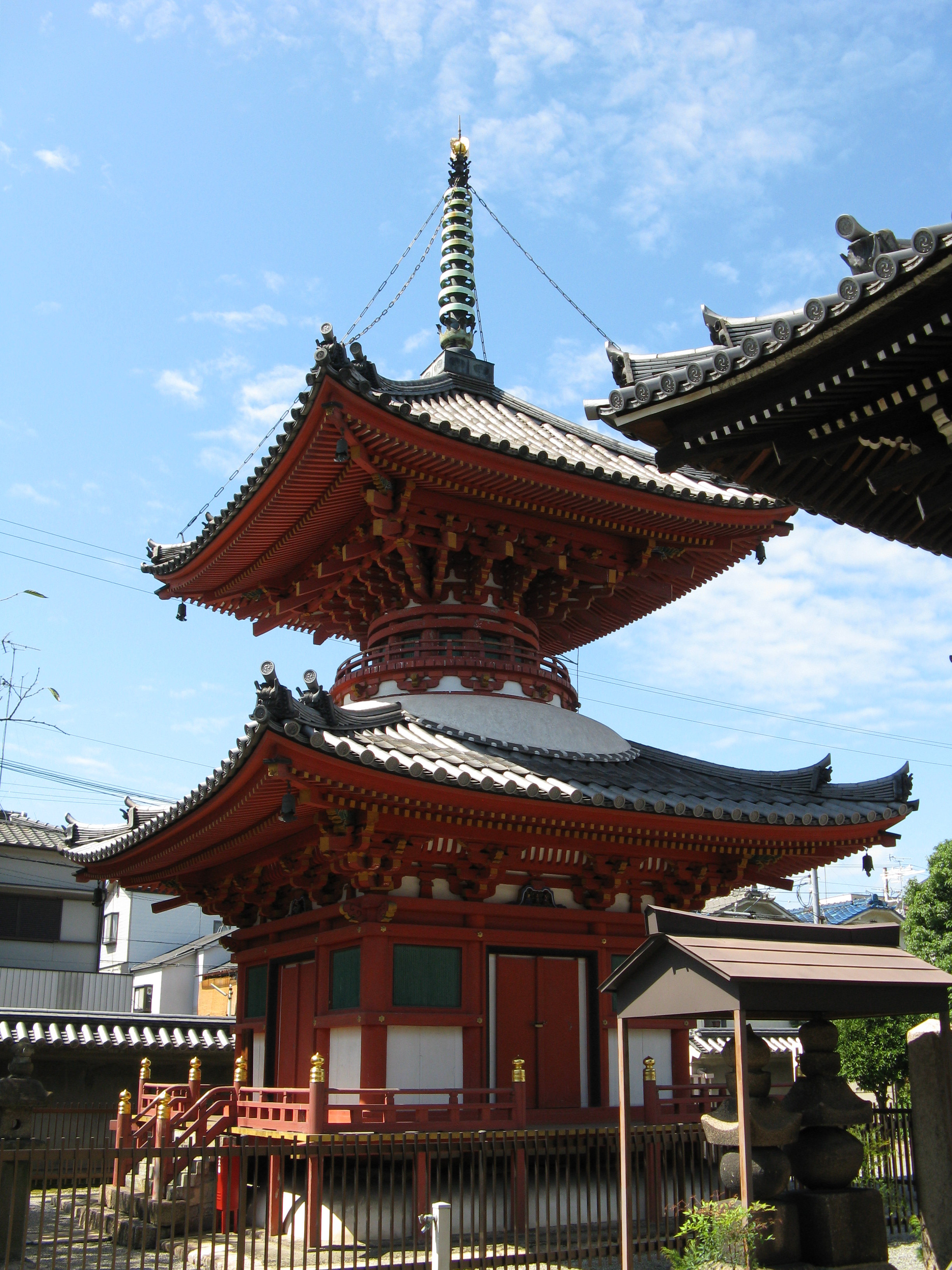
多宝塔 （重要文化財）

長遠寺（じょうおんじ）は兵庫県尼崎市寺町にある日蓮宗の仏教寺院。山号は大尭山。大本山本圀寺（六条門流）の旧末寺であり六条門流三長（他に長満寺、長源寺）の一寺。親師法縁。塔頭として中正院がある。

## 歴史
『大堯山縁起』では、1350年（観応元年）永存院日恩により七ツ松の地で創建され、のちに風呂辻町・辰巳（巽）・市庭（市場）（すべて、現・東本町の地名）の地へ移転したと伝えられる。長遠寺は、風呂辻町の南側にあったと推定されている。西側は当時の尼崎の中心として賑わった市庭である。七堂伽藍と子坊16坊を持っていたという。
法花寺と呼ばれていたが、1617年（元和3年）に尼崎城築城にともなって現在地に移転した際、寺号を現在のものに改めた。

## 文化財

### 重要文化財（国指定）
- 本堂 ― 元和9年（1623年）建立、桁行五間、梁間六間、入母屋造、本瓦葺
- 多宝塔 ― 慶長12年（1607年）建立、方三間2層、本瓦葺、釈迦如来像安置、高さ15.4m　1960年、大修理

### 兵庫県指定有形文化財
- 鐘楼 ― 1627年建立
- 客殿 ― 1611年建立、桁行七間半、梁間五間半、入母屋造、平入り、本瓦葺
- 庫裏 ― 1668年建立、桁行七間、梁間六間、切妻造、本瓦葺

### 尼崎市指定文化財
- 絹本著色涅槃図 ― 1565年筆
- 紙本着色日蓮大聖人註画讃 ― 1536年筆
- 至徳二年鰐口 ― 1385年製作、銅製、径31.0cm、下端厚8.4cm、中央厚14.4cm
- 嘉吉元年鰐口 ― 1441年製作、銅製、径24.6cm、下端厚6.5cm、中央厚11.2cm
- 天文六年鰐口 ― 1538年製作、銅製、径27.8cm、下端厚6.2cm、中央厚11.2cm
- 雲版 ― 南北朝時代、銅製、上下47.3cm、左右45.2cm、厚さ撞座1.3cm、表面0.8cm

## 旧末寺
日蓮宗は昭和16年に本末を解体したため、現在では、旧本山、旧末寺と呼びならわしている。
- 中正院（尼崎市寺町）塔頭
- 覺智山本妙院（神戸市中央区野崎通）
- 三光山法泉院（丹波市山南町大河）

## 所在地
- 〒660-0867 兵庫県尼崎市寺町10

## 交通アクセス
- 阪神本線 尼崎駅 徒歩6分